# Jack (babuin)
Jack (n.  ? – d. 1890) a fost un babuin chacma⁠(d) devenit cunoscut ca asistent⁠(d) al unui muncitor feroviar⁠(d) cu dizabilități din Africa de Sud.

## Istorie
Acesta este menționat pentru prima dată în numărul 1082 al revistei științifice Nature din 24 iulie 1890. Corespondentul relata despre o primată care operează semnalele feroviare în localitatea Natal. 100 de ani mai târziu, profesorul E. G. Nisbet menționa în secțiunea „Jack of all Trades” din numărul 6295 al revistei că babuinul în cauză opera semnalele în Uitenhage, nu în Natal.
Jack a fost animalul de companie și asistentul muncitorului feroviar James „Jumper” Wide, responsabil de calea ferată Cape Town–Port Elizabeth. După ce și-a pierdut ambele picioare într-un accident de muncă, acesta a cumpărat un babuin pe nume Jack în 1881 și l-a învățat să opereze semnalele feroviare de unul singur și să-i împingă scaunul cu rotile.
O investigație oficială a fost inițiată după ce un membru al publicului a sesizat că un babuin schimbă semnalele feroviare în Uitenhage, lângă Port Elizabeth.
Deși a privit cu scepticism propunerea, compania a decis să-l angajeze în mod oficial după și-a demonstrat competențele. Babuinul era plătit cu douăzeci de cenți pe zi și o jumătate de sticlă de bere în fiecare săptămână. Pe parcursul celor nouă ani de activitate în cadrul companiei de căi ferate, Jack nu a făcut nicio greșeală.
După nouă ani de muncă, Jack a murit de tuberculoză în 1890. Craniul său se află în colecția Muzeului Albany⁠(d) din Grahamstown.